# 대전광역시동부교육지원청
대전광역시동부교육지원청(大田廣域市東部敎育支援廳, Daejeon Dongbu Office of Education)은 대전광역시 중구, 동구, 대덕구를 관할하는 대전광역시교육청 산하의 교육지원청이다.
교육장은 장학관으로 보한다.

## 산하기관

### 중구
초등학교
| - 대전글꽃초등학교 - 대전대문초등학교 - 대전대신초등학교 - 대전대흥초등학교 - 대전동문초등학교 - 대전목동초등학교 - 대전목양초등학교 | - 대전문성초등학교 - 대전문창초등학교 - 대전문화초등학교 - 대전버드내초등학교 - 대전보성초등학교 - 대전보운초등학교 - 대전산성초등학교 | - 대전석교초등학교 - 대전선화초등학교 - 대전성모초등학교 - 대전신평초등학교 - 대전오류초등학교 - 대전옥계초등학교 - 대전원평초등학교 | - 대전유평초등학교 - 대전중앙초등학교 - 대전중촌초등학교 - 대전태평초등학교 - 산서초등학교 - 서대전초등학교 |

중학교
| - 대전글꽃중학교 - 대전대문중학교 - 대전대성중학교 - 대전동산중학교 | - 대전문화여자중학교 - 대전여자중학교 - 대전중앙중학교 - 대전중학교 | - 대전태평중학교 - 동명중학교 - 신일여자중학교 | - 청란여자중학교 - 충남여자중학교 - 호수돈여자중학교 |

### 동구
초등학교
| - 대전천동초등학교 - 대전가오초등학교 - 대전대동초등학교 - 대전대룡초등학교 - 대전대암초등학교 - 대전동광초등학교 | - 대전동서초등학교 - 대전삼성초등학교 - 대전성남초등학교 - 대전신흥초등학교 - 대전용운초등학교 - 대전용전초등학교 | - 대전은어송초등학교 - 대전자양초등학교 - 대전가양초등학교 - 대전판암초등학교 - 대전현암초등학교 - 대전흥룡초등학교 | - 동대전초등학교 - 동명초등학교 - 산내초등학교 - 산흥초등학교 - 세천초등학교 |

중학교
| - 대전가양중학교 - 대전가오중학교 - 대전대성여자중학교 | - 대전용운중학교 - 대전은어송중학교 - 동대전중학교 | - 동신중학교 - 보문중학교 - 우송중학교 | - 충남중학교 - 한밭여자중학교 - 한밭중학교 |

### 대덕구
초등학교
| - 대전대양초등학교 - 대전대화초등학교 - 대전동도초등학교 - 대전동산초등학교 - 대전매봉초등학교 - 대전목상초등학교 | - 대전법동초등학교 - 대전비래초등학교 - 대전새여울초등학교 - 대전석봉초등학교 - 대전송촌초등학교 - 대전양지초등학교 | - 대전중리초등학교 - 대전중원초등학교 - 대전화정초등학교 - 새일초등학교 - 신탄진용정초등학교 - 신탄진초등학교 | - 와동초등학교 - 장동초등학교 - 회덕초등학교 |

중학교
| - 경덕중학교 - 대전대청중학교 - 대전대화중학교 | - 대전매봉중학교 - 대전법동중학교 - 대전송촌중학교 | - 대전용전중학교 - 신탄중앙중학교 - 신탄진중학교 | - 오정중학교 - 중리중학교 - 회덕중학교 |

## 같이 보기
- 대한민국 교육부
- 대전광역시서부교육지원청